# چافی (کالیفرنیا)
چافی (به انگلیسی: Chaffee) یک منطقهٔ مسکونی در ایالات متحده آمریکا است که در شهرستان کرن، کالیفرنیا واقع شده‌است. چافی ۸۶۹ متر بالاتر از سطح دریا واقع شده‌است.